# Blé génétiquement modifié
Un blé génétiquement modifié est une variété de blé dont le patrimoine génétique a été modifié par ingénierie génétique. Un blé transgénique est un cultivar au génome duquel a été introduit, par transgenèse, un ou plusieurs gènes.

## États-Unis
Entre 1997 et 2005, Monsanto a mené 256 essais de culture de blés génétiquement modifiés en plein champ, dans seize États des États-Unis.
Aucun blé génétiquement modifié n'est autorisé pour être cultivé commercialement aux États-Unis.

## Argentine
En 2020, pour la première fois, un blé génétiquement modifié est autorisé à la production pour sa résistance à la sécheresse en Argentine